# Operace Mojžíš

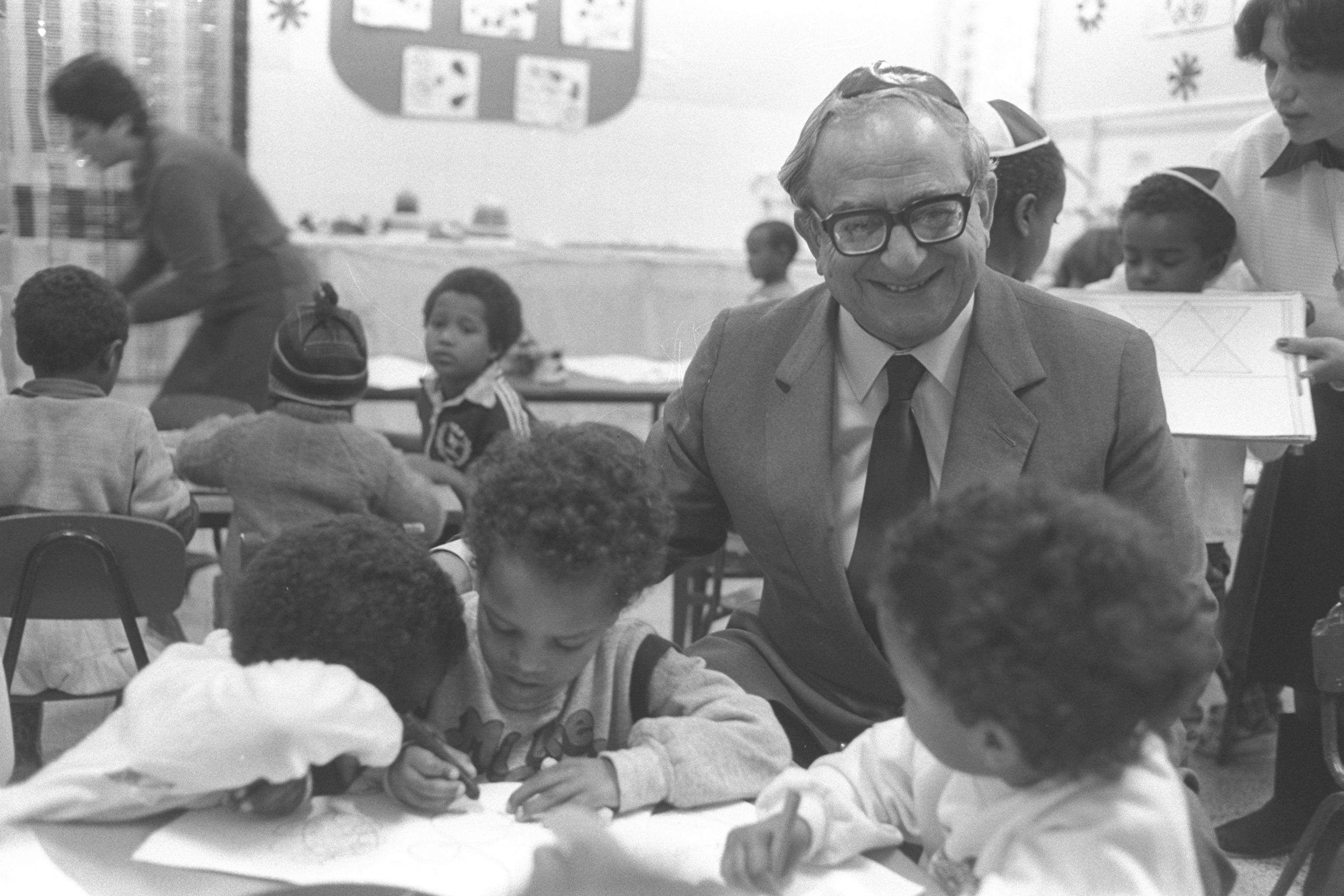
Ministr školství Jicchak Navon během návštěvy školky s etiopskými imigranty, leden 1985

Operace Mojžíš (hebrejsky מבצע משה‎, mivca Moše) pojmenovaná po biblické postavě Mojžíšovi byla tajná operace přestěhování etiopských židů (známí jako Falašové či společenství Beta Jisra'el) ze Súdánu během hladomoru v roce 1984. Tato operace byla provedena ve spolupráci izraelské armády, Mosadu, CIA, velvyslanectví USA v Chartúmu, žoldnéřů a súdánských bezpečnostních sil. Operace začala 21. listopadu 1984 a zahrnovala letecký transport asi 8000 etiopských Židů ze Súdánu přímo do Izraele. Skončila 5. ledna 1985.
Tisíce příslušníků společenství Beta Jisra'el uprchlo z Etiopie pěšky do uprchlických táborů v Súdánu. Odhaduje se, že během pochodu zahynulo až 4000 osob. Súdán tajně dovolil Izraeli tyto uprchlíky evakuovat. Jakmile se zpráva dostala do médií, začaly arabské země vyvíjet tlak na Súdán, aby letecký most zastavil. Na místě zůstalo asi 1000 etiopských Židů. Většina z nich byla evakuována později operací Jozue provedenou Spojenými státy. V Izraeli bylo více než 1000 opuštěných dětí oddělených od svých rodičů, kteří zůstali v Africe až do operace Šalamoun, jíž byla v roce 1991 migrace etiopských Židů dokončena.

## V kultuře
Operace byla námětem koprodukčního (Francie/Belgie/Izrael/Itálie) filmu z roku 2005 Jdi, žij a někým se staň (Va, vis et deviens) natočeného režisérem rumunského původu Radu Mihăileanu. Film vypráví o etiopském křesťanském dítěti, jehož matka se jej snaží vydávat za Žida, aby mohlo emigrovat do Izraele spolu z ostatními Židy a uniklo hladomoru, který v Etiopii nastal. Film byl oceněn například na mezinárodním filmovém festivalu v Kodani a v Berlíně.